# Ernstein

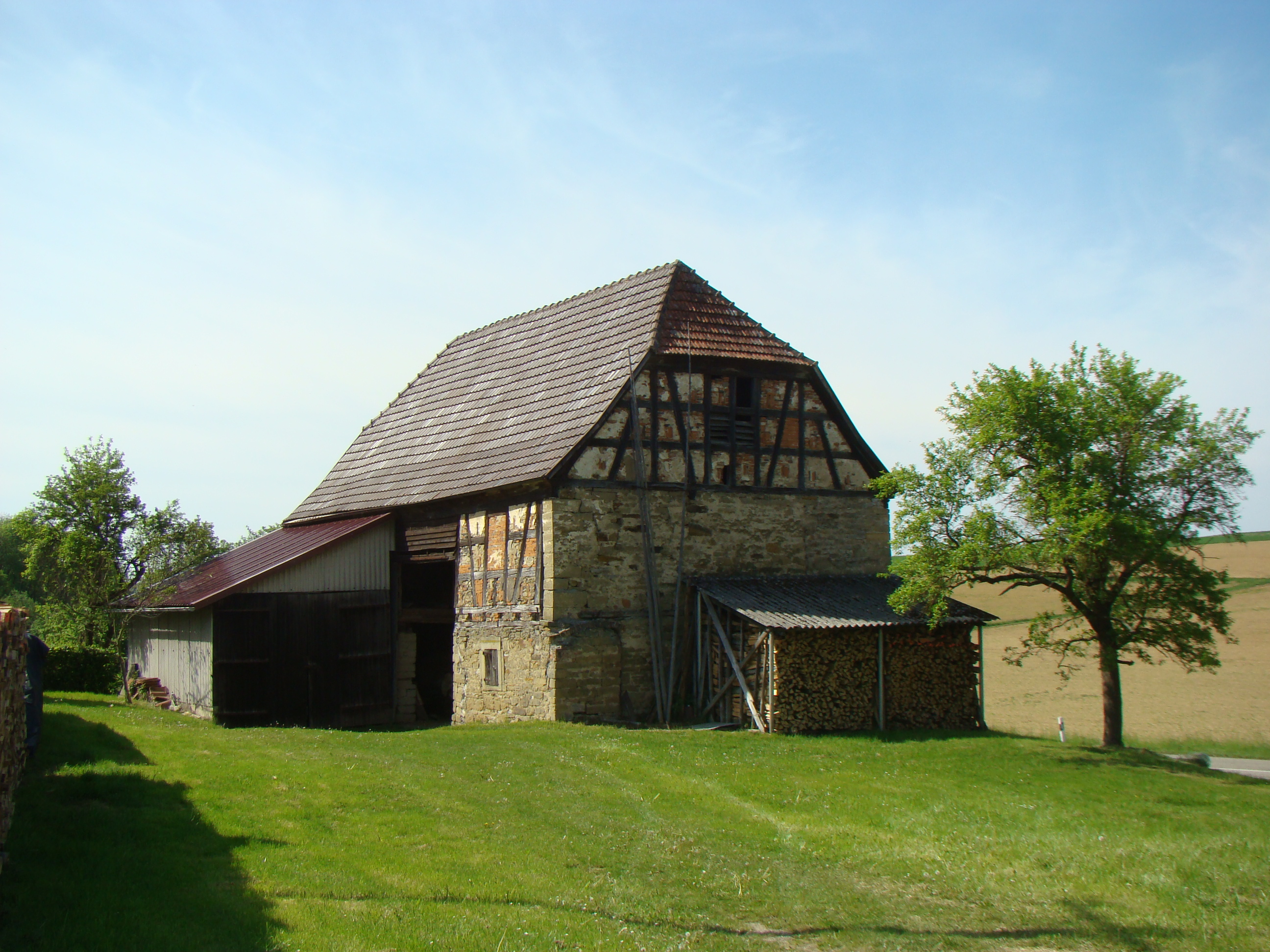
Alte Scheune in Ernstein

Ernstein ist ein zum Möckmühler Ortsteil Züttlingen zählender Weiler im Landkreis Heilbronn im nördlichen Baden-Württemberg. Seinen Namen hat der Ort nach der nahen Burg Erenstein.

## Lage
Ernstein liegt knapp zwei Kilometer südöstlich von Züttlingen, etwa einen Kilometer westlich der Ausfahrt „Möckmühl“ der A 81.

## Geschichte
Der Ort geht auf ein ursprünglich Ziegelhütte oder Ziegelhüttenhof genanntes Hofgut zurück, das unter den Freiherren von Ellrichshausen durch Rodungen in den Jahren 1850 bis 1853 bedeutend auf eine Größe von 247 Morgen erweitert wurde. Der Ort erhielt seinen heutigen Namen nach der nahen, wohl schon im 15. Jahrhundert zerstörten Burg Erenstein. Ernstein besteht heute aus einigen wenigen Bauernhöfen, die sich zu beiden Seiten längs der Kreßbacher Straße (K 2027) erstrecken.